# سیارک ۱۴۱۶
سیارک ۱۴۱۶ (به انگلیسی: 1416 Renauxa، نامگذاری:1937EC) هزار و چهارصد و شانزدهمین سیارک کشف شده‌است که در ۴ مارس ۱۹۳۷ و در الجزیره کشف شد.
قدر مطلق سیارک برابر ۱۰٫۴۰ است.